# Barichneumonites
Barichneumonites är ett släkte av steklar. Barichneumonites ingår i familjen brokparasitsteklar.
Kladogram enligt Catalogue of Life:
| Barichneumonites | \| \| Barichneumonites australasiae \| \| \| \| \| \| Barichneumonites funebricolor \| \| \| \| \| \| Barichneumonites indicus \| \| \| \| \| \| Barichneumonites longicornis \| \| \| \| \| \| Barichneumonites ludibundus \| \| \| \| \| \| Barichneumonites manduris \| \| \| \| \| \| Barichneumonites manilae \| \| \| \| \| \| Barichneumonites picinus \| \| \| \| \| \| Barichneumonites properans \| \| \| \| \| \| Barichneumonites scutilus \| \| \| \| \| \| Barichneumonites sphaeriscutellatus \| \| \| \| |
|                  | \| \| Barichneumonites australasiae \| \| \| \| \| \| Barichneumonites funebricolor \| \| \| \| \| \| Barichneumonites indicus \| \| \| \| \| \| Barichneumonites longicornis \| \| \| \| \| \| Barichneumonites ludibundus \| \| \| \| \| \| Barichneumonites manduris \| \| \| \| \| \| Barichneumonites manilae \| \| \| \| \| \| Barichneumonites picinus \| \| \| \| \| \| Barichneumonites properans \| \| \| \| \| \| Barichneumonites scutilus \| \| \| \| \| \| Barichneumonites sphaeriscutellatus \| \| \| \| |
|                  | Barichneumonites australasiae |
|                  | |
|                  | Barichneumonites funebricolor |
|                  | |
|                  | Barichneumonites indicus |
|                  | |
|                  | Barichneumonites longicornis |
|                  | |
|                  | Barichneumonites ludibundus |
|                  | |
|                  | Barichneumonites manduris |
|                  | |
|                  | Barichneumonites manilae |
|                  | |
|                  | Barichneumonites picinus |
|                  | |
|                  | Barichneumonites properans |
|                  | |
|                  | Barichneumonites scutilus |
|                  | |
|                  | Barichneumonites sphaeriscutellatus |
|                  | |